# Stadsarchief en Athenaeumbibliotheek

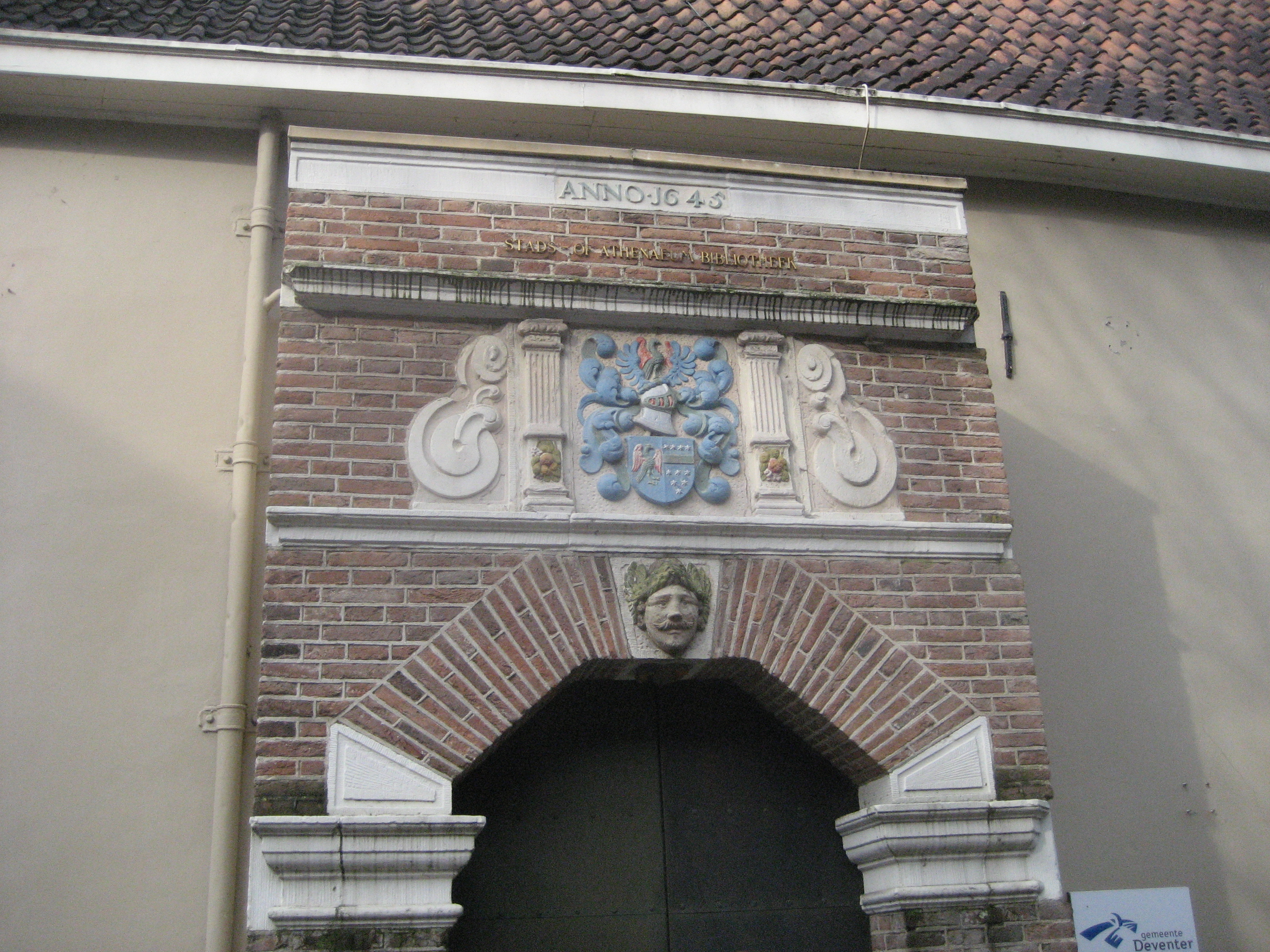
Ingang van de Athenaeumbibliotheek

Stadsarchief en Athenaeumbibliotheek (SAB) bestond uit twee instellingen in Deventer: de Athenaeumbibliotheek (uit 1560, sinds 2016 onderdeel van de Openbare Bibliotheek Deventer) en het Stadsarchief Deventer (onderdeel van Collectie Overijssel).
Het Stadsarchief en de Athenaeumbibliotheek zijn al eeuwenlang informatie bewarende en verstrekkende instellingen ten behoeve van de stad Deventer. De stukken in het stadsarchief gaan terug tot de twaalfde eeuw. De bibliotheek werd gesticht in 1560 en is daarmee de oudste stadsbibliotheek van Nederland.

## Athenaeumbibliotheek

### Phoconius en de Broeders van het Gemene Leven
In 1560 kocht het Deventer stadsbestuur voor 102,5 goudgulden 44 boeken van pastoor Johannes Phoconius (Jan Willemszoon Bruinvis). De stadsregering gaf meteen opdracht om 'voir dese Stadtsboecken' een kast te maken. Daarmee was de stadsbibliotheek van Deventer een feit. Stadssecretaris B. Luninck stelde daarbij een catalogus op. De collectie bestond onder meer uit boeken die op de Index librorum prohibitorum stonden, zoals werken van Luther en Erasmus. 
In 1569 werd de bibliotheek – om Spaanse soldaten te kunnen huisvesten – verhuisd van de Mariakerk naar het Heer Florenshuis (Rijke Fraterhuis), het oorspronkelijke huis van Florens Radewijns (een prominent figuur binnen de Broeders van het Gemene Leven). Ook toen werd er een catalogus opgemaakt. De boeken werden daar samengevoegd met de boeken van de Moderne Devoten. Hieronder bevonden zich ook boeken van Geert Grote, die als oprichter van de Moderne Devotie een groot liefhebber van boeken was geweest, en er actief aan bij had gedragen dat ze werden gekopieerd.

### Katholieke en protestantse censuur
In de tweede helft van de 16e eeuw, ten tijde van de Tachtigjarige Oorlog, werd ook Deventer geteisterd door de strijd tussen de reformanten en de katholieken, de contra-reformanten. Deze godsdienstoorlog kende ook zijn weerslag op de bibliotheek. De pastoor van de katholieke Mariakerk, Philippus Boestius, nam in 1571, met steun van de in 1570 aangestelde bisschop van Deventer Aegidius de Monte, de boeken door op eventuele opname op de Index, of specifieke ketterse ideeën. Zo werd de oorspronkelijke collectie van Phoconius gecensureerd door grote hoeveelheden aan pagina's uit de boeken te snijden of gedeeltes onleesbaar te maken. De censuur is goed na te trekken doordat Boestius er zijn naam en die van de bisschop bij vermeldde. 24 van Phoconius' boeken bleven uiteindelijk, ook in de roerige tijd erna, onaangetast.
De Reformatie kreeg in Deventer aan het eind van de 16e eeuw definitief voet aan de grond, na jarenlange strijd tussen de Spanjaarden en de Staatsen. Ook dit nieuwe bewind was van grote betekenis voor de collectie. In 1597 werd een vernieuwde bibliotheek opgesteld, die enkel bestond uit boeken die calvinistisch als verantwoord werden beschouwd. Andere boeken, die veelal waardevol waren, werden verkocht. Ook alle boeken van Geert Grote verdwenen daarbij.

### Athenaeum Illustre
In 1630 werd het Athenaeum Illustre opgericht. Hierdoor verwerd de bibliotheek tot een athenaeumbibliotheek, die jaarlijks ten behoeve van onderwijs voor 100 goudgulden aan boeken kon uitgegeven. In 1818 werd de bibliotheek aangevuld met de boeken van de in 1810 opgeheven Universiteit van Harderwijk. Hiervoor had het bibliotheekbestuur persoonlijk toestemming gevraagd aan Koning Willem I op Paleis het Loo in Apeldoorn.
Het atheneum hield in 1878 op te bestaan, maar de bibliotheek werd ondergebracht in het stadhuis. In 1971 verhuisde de bibliotheek naar het gerestaureerde Buiskensklooster ('Klooster-Zuid'), een voormalig huis van de Zusters van het Gemene Leven. Toen in 1978 het Stadsarchief in Klooster-Zuid werd geplaatst, verplaatste de Athenaeumbibliotheek naar de huidige plek.

### Collectie
In de collectie van de Athenaeumbibliotheek bevindt zich een groot aantal bijzondere handschriften, atlassen en boeken uit de beginperiode van de boekdrukkunst. Een aantal daarvan is op de website van de bibliotheek integraal door te bladeren. Verder zijn vermeldenswaard de Van Vloten-collectie, de Louis Couperus-collectie van W.M.S. Pitlo-van Rooijen (geschonken in 1984) en de J.H. Leopold-collectie afkomstig van Gerard Burger, voorzitter van het Humanistisch Verbond, Deventer (geschonken in 2009). 
In 2010 werd het 450-jarig bestaan gevierd; ter gelegenheid daarvan werd een tentoonstelling met topstukken georganiseerd. Juist toen ging een handschrift van Louis Couperus uit particulier bezit (namelijk van verzamelaar Pieter Berend Oudemans, 1960-2005), Elyata, over naar deze collectie. De bibliotheek suggereerde ten onrechte in het bijgaande persbericht dat het hier zou gaan om het laatste handschrift van Couperus in particulier bezit.
Bekende directeuren van de Athenaeumbibliotheek in de 20e eeuw waren onder meer Bert van 't Hoff, Anton Koch en J.C. Bedaux.

## Stadsarchief

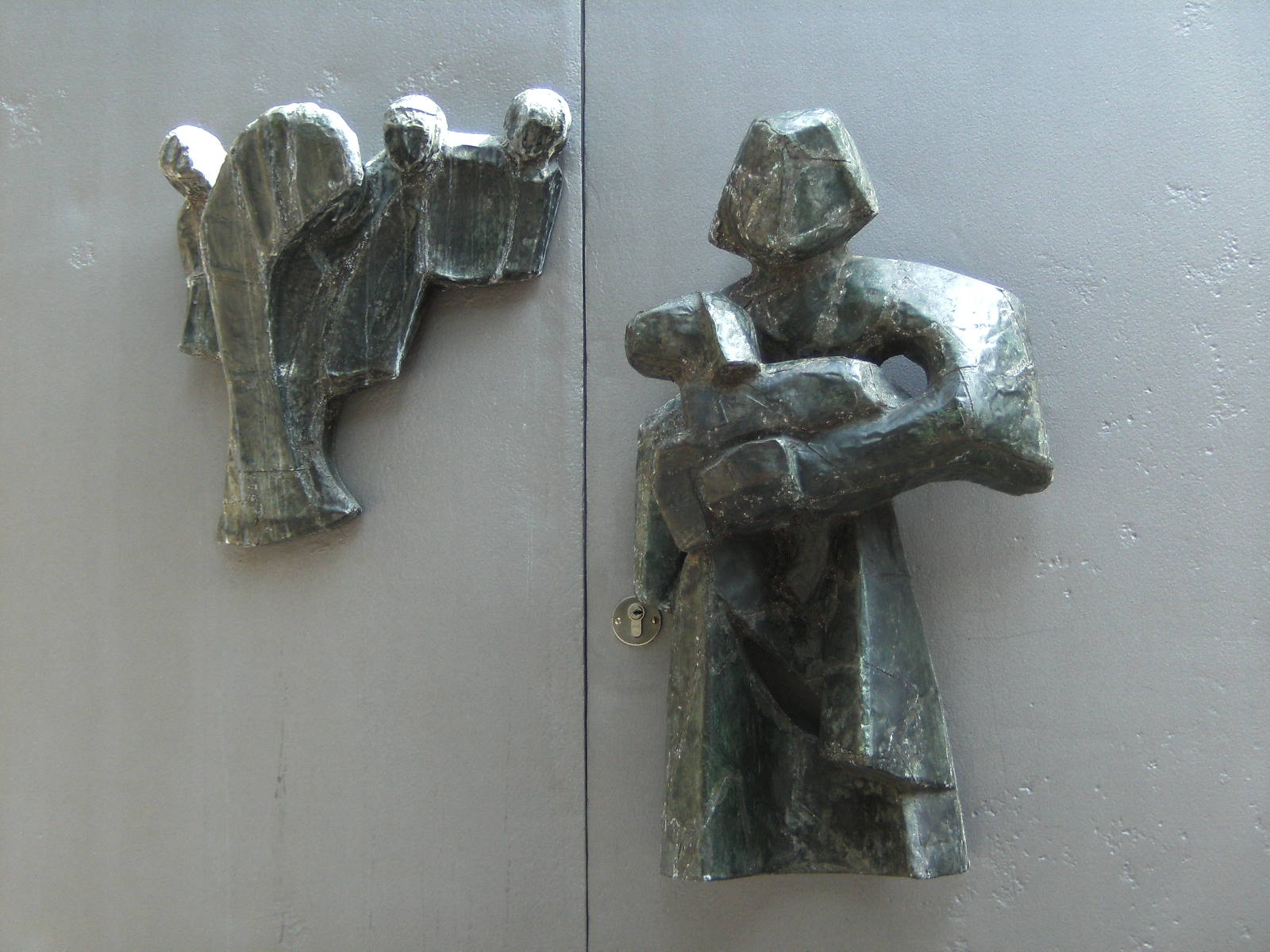
Handgrepen ingang Klooster 3: St. Agnes met lam en kloosterzusters.
(ontwerp Jeanot Bürgi)

Het archief bewaart sinds de middeleeuwen niet alleen de schriftelijke weergave van het werk van het gemeentebestuur, maar ook de archieven van veel Deventer families, instellingen, organisaties, kerken en bedrijven. Het vormt niet alleen de grondslag voor een goede administratie van de gemeente, maar is ook een bron van kennis uit de eerste hand van de geschiedenis van stad en streek.
In 1999 werden de organisaties van Stadsarchief en Athenaeumbibliotheek samengevoegd. In het geheel gerestaureerde gebouw Klooster 12 kwamen in 2003 nieuwe geïntegreerde ontvangstruimtes en studiezalen voor archief- en bibliotheekbezoekers. De Athenaeumbibliotheek was onder de noemer Plusbibliotheek een van zestien openbare bibliotheken in Nederland met een wetenschappelijke steunfunctie.

## Samenwerking met hogeschool
Tussen 1995 en 2015 werkten het Stadsarchief en de Athenaeumbibliotheek samen met de Rijkshogeschool IJselland, die in 1998 fuseerde met Hogeschool Enschede en vervolgens Saxion ging heten. De collecties en de dienstverlening van de Athenaeumbibliotheek en Saxion Bibliotheek werden geïntegreerd. Saxion trok zich in 2015 uit deze samenwerking terug. De gemeente Deventer besloot hierop de onder haar verantwoordelijkheid vallende collecties onder te brengen bij verschillende organisaties, waaronder het Historisch Centrum Overijssel. Athenaeumbibliotheek en Stadsarchief zullen wel in Deventer blijven.

## Bekende bibliothecarissen
- Jacobus Revius
- Jacob Cornelis van Slee
- Philipp Christiaan Molhuysen (1793-1865)
- Bert van 't Hoff
- Anton Koch

## Publicaties
- Hans Peeters: Romantiek en mythevorming rond een bibliotheek. 450 jaar Stads- en Athenaeumbibliotheek 1560-2010. Deventer, Stadsarchief en Athenaeumbibliotheek, 2010. ISBN 978-90-809896-8-9
- Stads- of Athenaeumbibliotheek Deventer, 1560-1985. Door J.C. Bedaux en anderen. Deventer, Stads- of Athenaeumbibliotheek, 1985. ISBN 90-90-01082-3
- J.C. van Slee: 'Geschiedenis der Athenaeum-bibliotheek te Deventer'. In: Tijdschrift voor boek- en bibliotheekwezen, vol. 5 (1907), pag. 145-170